# Rugby playa

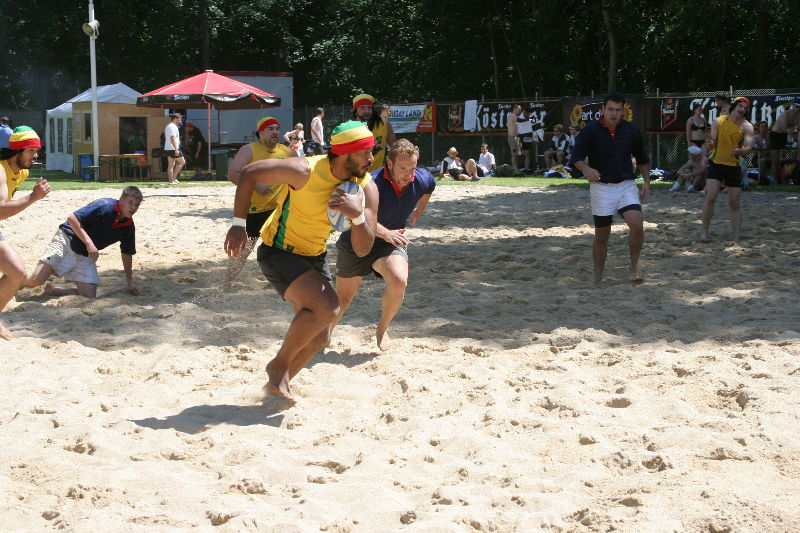
Escena de rugby playa.

El rugby playa es un deporte principalmente basado en las variedades del rugby a 13 o el rugby a 15. No tiene una regulación centralizada como el fútbol playa, pero si existen varias ligas en Europa, siendo especialmente popular en Italia.
Desde 2009 y en el marco de los Juegos Suramericanos de Playa organizados por la ODESUR se desarrollan competiciones de esta modalidad, tanto masculinas como femeninas y en los Juegos Bolivarianos de Playa de la ODEBO desde 2012.